# Juanito (football, 1954)
Pour les articles homonymes, voir Juan González, González et Juanito.
Juan Gómez González (10 novembre 1954 – 2 avril 1992), dit Juanito, est un footballeur espagnol qui jouait au poste d'attaquant.
Joueur très bon dribbleur mais au fort caractère, Juanito est surtout connu pour les dix ans qu'il a passés au Real Madrid, portant le numéro 7. Dans sa jeunesse, Juanito est supporter du Real Saragosse mais peu à peu, il commence à soutenir le Real Madrid. Lors de sa présentation en 1977, il dit : « Jouer pour le Real Madrid est comme toucher le ciel, le Real Madrid a toujours été ma priorité et Madrid a toujours été ma ville préférée ».
Juanito compte également 34 sélections et 8 buts en équipe d'Espagne avec qui il a disputé les coupes du monde 1978 et 1982, ainsi que l'Euro 1980.
En 1992, à seulement 37 ans, il trouve la mort dans un accident de la route.

## Clubs
- 1972-1974 :  Atletico Madrid
- 1974-1977 :  Burgos
- 1977-1987 :  Real Madrid
- 1987-1989 :  CD Málaga

## Profil

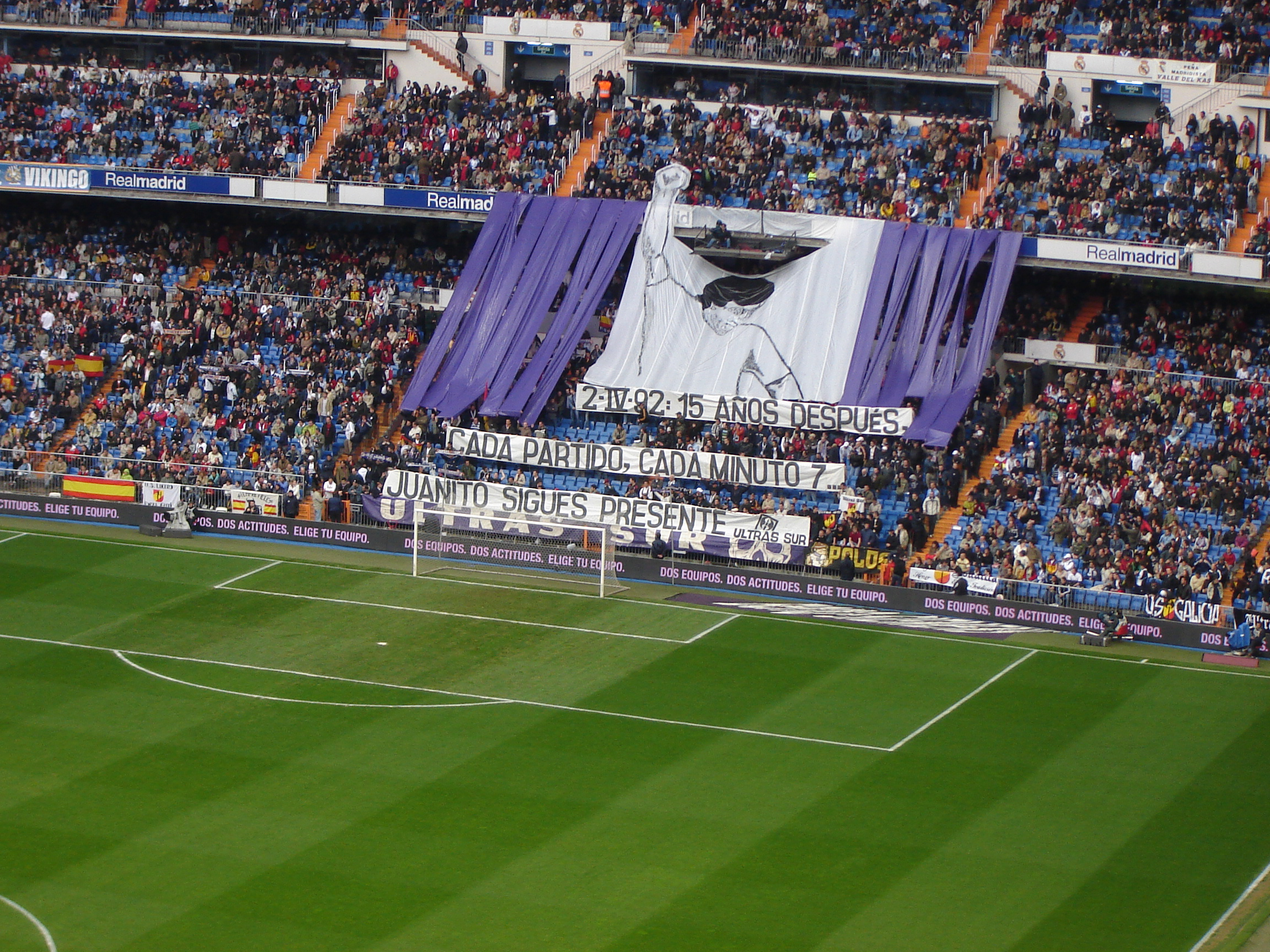
Les Ultras Sur remémorant Juanito à Santiago Bernabéu

Juanito est considéré par la majorité des fans du Real Madrid comme représentant l'essence de ce qu'est le club, son esprit étant souvent invoqué avant le début des matches où l'équipe a besoin d'effectuer un retour inattendu (en raison des nombreux retours qu'il a mené sous le maillot blanc). L'un de ces retours eu lieu contre le Celtic Glasgow, en quarts de finale de la Coupe d'Europe 1979-1980, où le Real avait perdu 2-0 au match aller : mené par Juanito, le Real remonte ce retard et s'impose 3-0 avec un but du joueur et atteint les demi-finales. D'autres retours mémorables eurent lieu dans ces années contre l'Inter Milan ou encore le RSC Anderlecht.
Depuis sa mort, Juanito est remémoré lors de tous les matches à domicile à la 7e minute, les Ultras chantant « Illa illa illa, Juanito maravilla ».
Lors de sa carrière, Juanito fut impliqué dans plusieurs incidents : en 1978, il reçoit une suspension de deux ans après une altercation avec l'arbitre Adolf Prokop lors d'un match contre le Grasshopper Club Zurich ; lors d'un match contre Neuchâtel Xamax, il crache sur son ancien coéquipier Uli Stielike ; en 1988, il reçoit une nouvelle suspension de cinq ans après avoir délibérément marché sur le visage de Lothar Matthäus.

## Palmarès
- Championnat d'Espagne de football : 1978, 1979, 1980, 1986 et 1987
- Coupe d'Espagne de football : 1980 et 1982
- Pichichi : 1984 avec 17 buts.

## Distinction personnelle
- Prix Don Balón de Meilleur joueur espagnol : 1977